# Jarosław Barzan
Jarosław Barzan (ur. 27 listopada 1968 w Skierniewicach) – polski montażysta filmowy.
Dwukrotny laureat Nagrody za montaż na Festiwalu Polskich Filmów Fabularnych w Gdyni, trzykrotnie nominowany do Polskiej Nagrody Filmowej, Orzeł w kategorii najlepszy montaż oraz trzykrotny laureat Nagrody w kategorii montaż na Festiwalu Polskich Wideoklipów Yach Film.

## Filmografia
jako montażysta:
- Pół serio (2000)
- Warszawa (2003)
- Ciało (2003)
- Pitbull (2005)
- Bezmiar sprawiedliwości (2006)
- Testosteron (2007)
- Lekcje pana Kuki (2007)
- Lejdis (2008)
- Idealny facet dla mojej dziewczyny (2009)
- Listy do M. (2011)
- Jak się pozbyć cellulitu (2011)
- Bogowie (2014)
- Disco polo (2015)
- Planeta singli (2016)
- Juliusz (2018)
- Pod powierzchnią (2018)

## Nagrody i nominacje
- 1998 – Nagroda za montaż teledysku Zakręcona Reni Jusis na VII Festiwalu Polskich Wideoklipów Yach Film
- 2000 – Nagroda za montaż teledysku Funkiusz Budi zespołu Groovejad na IX Festiwalu Polskich Wideoklipów Yach Film
- 2000 – Nagroda za montaż filmu Pół serio na Festiwalu Polskich Filmów Fabularnych w Gdyni
- 2001 – Nagroda za montaż nominowanych teledysków a w szczególności za montaż teledysku Głośny śmiech Fiolki na X Festiwalu Polskich Wideoklipów Yach Film
- 2003 – Nagroda za montaż filmu Warszawa na Festiwalu Polskich Filmów Fabularnych w Gdyni
- 2006 – nominacja do Polskiej Nagrody Filmowej, Orzeł za montaż filmu Pitbull
- 2009 – nominacja do Polskiej Nagrody Filmowej, Orzeł za montaż filmu Lejdis
- 2015 – nominacja do Polskiej Nagrody Filmowej, Orzeł za montaż filmu Bogowie

W 2016 został odznaczony Brązowym Medalem „Zasłużony Kulturze Gloria Artis”.